# Jan Vilém III. Sasko-Eisenašský
Jan Vilém III. Sasko-Eisenašský (17. října 1666, Friedewald – 14. ledna 1729, Eisenach) byl v letech 1698 až 1729 sasko-eisenašským vévodou.

## Život
Jan Vilém se narodil ve Friedewaldu jako třetí syn Jana Jiřího I. Sasko-Eisenašského a jeho manželky Johanetty ze Sayn-Wittgensteinu. Jeho dvojče, bratr Maxmilián, zemřel ve dvou letech.
Jan Vilém nastoupil na vévodský trůn po svém bezdětném bratrovi, vévodovi Janu Jiřím II. Vévodství zažilo za vlády Jana Viléma kulturní rozmach, který byl v nemalé míře způsoben vévodskou dvorní kapelou, jejímž nejvýznamnějším členem byl Georg Philipp Telemann.
Vévoda Jan Vilém zemřel po více než třicetileté vládě 14. ledna 1729 ve věku 62 let v Eisenachu.

## Manželství a potomci
Poprvé se Jan Vilém oženil 28. listopadu 1690 ve čtyřiadvaceti letech v nizozemském Oranjewoudu s o jedenáct let starší Amálií (25. listopadu 1655 – 16. února 1695), dcerou knížete Viléma Fridricha Nasavsko-Dietzského. Měli spolu dvě děti:
- Vilém Jindřich Sasko-Eisenašský (10. listopadu 1691 – 26. července 1741), vévoda sasko-eisenašský od roku 1729,
⚭ 1713 Albertina Juliána Nasavsko-Idsteinská (29. března 1698 – 9. října 1722)
⚭ 1723 Anna Žofie Šarlota Braniborsko-Schwedtská (24. prosince 1706 – 3. ledna 1751)
- Albertina Johanetta Sasko-Eisenašská (28. února 1693 – 1. dubna 1700)

Amálie zemřela v únoru 1695 a Jan Vilém se o dva roky později 27. února 1697 ve Wolfenbüttelu oženil s o dvanáct let mladší Kristýnou Juliánou Bádensko-Durlašskou. Měli spolu sedm dětí:
- Johanetta Antonie Juliána Sasko-Eisenašská (31. ledna 1698 – 13. dubna 1726), manželka Jana Adolfa II. Sasko-Weissenfelského
- Karolína Kristýna Sasko-Eisenašská (15. dubna 1699 – 25. července 1743), manželka Karla I. Hesensko-Philippsthalského
- Antonín Gustav Sasko-Eisenašský (12. srpna 1700 – 4. října 1710)
- Šarlota Vilemína Juliána Sasko-Eisenašská (27. června 1703 – 17. srpna 1774)
- Johanetta Vilemína Juliána Sasko-Eisenašská (10. září 1704 – 3. ledna 1705)
- Karel Vilém Sasko-Eisenašský (9. ledna 1706 – 24. února 1706)
- Karel August Sasko-Eisenašský (10. června 1707 – 22. února 1711)

Kristýna Juliána zemřela 10. července 1707 ve věku 28 let a Jan Vilém se 28. července 1708 ve Weißenfelsu oženil s o sedm let mladší Magdalénou Sibylou Sasko-Weissenfelskou. Měli spolu tři děti:
- Johana Magdaléna Žofie Sasko-Eisenašská (19. srpna 1710 – 26. února 1711)
- Kristiána Vilemína Sasko-Eisenašská (3. září 1711 – 27. listopadu 1740), manželka Karla Nasavsko-Usingenského
- Jan Vilém Sasko-Eisenašský (28. ledna 1713 – 8. května 1713)

Magdaléna Sibyla zemřela 28. listopadu 1726 a 29. května 1727 se šedesátiletý Jan Vilém na zámku Philippsruhe oženil s o dvacet šest let mladší Marií Kristýnou Felicitas Leiningensko-Dagsbursko-Falkenbursko-Heidesheimskou, vdovou po bádensko-durlašském knížeti. Manželství zůstalo bezdětné a Jan Vilém necelé dva roky po svatbě zemřel.